# 外国人学校
外国人学校（がいこくじんがっこう）は、外国人を対象とした教育施設。日本ではインターナショナル・スクールや民族学校などが含まれ、各種の初等教育や中等教育が行われている。

## 概要
日本にある外国人を対象とした教育施設には、学校法人による私立学校から、私塾や寺子屋的ないわゆる無認可校まで多様なものがある。それらの多くは、学校教育法の第1条に定められている一条校ではなく、第134条（旧第83条）に定められる各種学校である。
日本では、学校教育法の定めるところにより、日本国民は、義務教育を受けさせなければならない子を、就学義務猶予免除された場合を除いて、小学校、特別支援学校の小学部、および、中学校、中等教育学校の前期課程、特別支援学校の中学部（義務教育諸学校）に就学させなければならない（日本国民は就学義務を有している）。すなわち、子に教育を受けさせる義務は保護者が負うが、その子が受ける教育は国の基準に基づいた1条校が提供するものに限られており、1条校でない教育施設が提供する教育を子に受けさせても義務教育を受けさせているとはされない。このため、義務教育を受けさせなければならない子が就学している外国人学校が、小学校、特別支援学校の小学部、および、中学校、中等教育学校の前期課程、特別支援学校の中学部に該当しなければ、子を保護する日本国民は、子に教育を受けさせる義務を履行しているとはされない。義務教育として認められているのは1条校のみであり、ホームスクーリング等も認められていない。

### 民族学校
民族学校は外国人や少数民族の学習者の便宜を図る施設で、就学前教育・初等教育・中等教育を行うものが多い。民族学校には母国の経済的支援を受けている場合が少なくないため、国籍などの条件が合えば基本的に希望者全員を受け入れる。
この種の教育機関における教育は、対象とする国や民族の言語（公用語・民族語）を用いて、特別な教育課程で行われる。しかし、特定の国や民族を対象としている施設でも、国際バカロレア資格の取得が可能であったり、多様な国籍・民族の学習者を積極的に受け入れたりする施設もある。日本の韓国学校には1条校も多い。近年の日本では、その国や民族と何の関係もない日本人の両親が、外国語の修得などを目的に外国人学校に入学させたりするケースもあるものの、親自身もしくは本人が当該学校が主体とする言語を殆ど話さない場合、上記のように入学を断られるケースもある。

## 主要な外国人学校一覧

### 日本の大学入学資格が認められるもの
日本では文部科学省が国内の大学への入学資格について定めており、日本国内に於いて外国の教育を実施しているインターナショナルスクール及び外国人学校（ナショナルスクール）に関しては、受験資格を認めていなかった。
日本人が日本の高卒資格で海外の大学へ入学が認められている一方で、海外の高卒資格で日本の大学への入学が認められていない状況をビザの相互性に反するとの指摘や、サービス産業における教育分野においての非関税障壁として貿易関連の問題としての指摘もあった。しかしながら、現実には、国公立私立大学の中には、独自の判断で審査し入学を認める大学も少なくなかった。
2000年（平成12年）度より大学入学資格検定（大検）について、これまで受検が認められていなかったインターナショナルスクールや外国人学校の卒業者についても受検資格を拡大した。
2002年（平成14年）に、一旦国際的な評価団体（WASC, ECIS, ACSI）の評価を受けた17のナショナルスクールの卒業者に大学入学資格を付与する方針が公になったが、欧米系に偏っているとして批判を受け、アジア系や南米系の民族系外国人学校も含める方向で再度検討された。
2003年（平成15年）3月に中央教育審議会が、「大学入学資格の弾力化について【案】」として、1.国際的な評価団体（WASC, ECIS, ACSI）の評価を受けた17の外国人学校の卒業者、2.外国において当該外国の正規の課程（12年）と同等として位置づけられている25の外国人学校の卒業者、を提案した。
2003年（平成15年）9月19日に公布・施行された「学校教育法施行規則及び告示の一部改正について」で示された。
1. 評価団体による評価、として、「国際的な評価団体（WASC, ECIS, ACSI）の認定を受けた外国人学校の12年の課程を修了した者で、18歳に達したもの」とし3つの評価団体を告示にて指定し、16校が対象となった。
2. 本国での位置付けを尊重、として「外国において、高等学校に相当する外国の学校の課程（12年）と同等の課程を有するものとして外国の学校教育制度において位置付けられた教育施設の課程を修了した者で18歳に達したもの」として5校を列挙した。

具体的・最新の状況は文部科学省のウェブサイトで「大学入学資格について」や「国際的な評価団体認定外国人学校一覧」を参照するとよい。
（1）国際的な評価団体による評価を受けた教育施設として対象となる学校　16校
- 北海道インターナショナルスクール（北海道）WASC
- 東北インターナショナルスクール（宮城県）WASC
- コロンビアインターナショナルスクール（埼玉県）WASC
- セント・メリーズ・インターナショナル・スクール（東京都）WASC, ECIS
- 清泉インターナショナルスクール（東京都） ECIS
- 聖心インターナショナルスクール（東京都）WASC, ECIS
- アメリカンスクール・イン・ジャパン（東京都）WASC
- クリスチャン・アカデミー・イン・ジャパン（東京都）WASC
- サンモール・インターナショナルスクール（神奈川県）WASC, ECIS
- 横浜インターナショナルスクール（神奈川県）ECIS
- 名古屋国際学園（愛知県）WASC
- 関西学院大阪インターナショナルスクール（大阪府）WASC
- カナディアン・アカデミー（兵庫県）WASC
- マリスト国際学校 （兵庫県）WASC
- 福岡インターナショナルスクール（福岡県）WASC
- 沖縄クリスチャンスクールインターナショナル（沖縄県）WASC, ACSI

（2）外国の学校教育制度において位置付けられた教育施設として告示の別表に掲げた学校　5校
- インドネシア学校東京（東京都）平成15年9月19日付
- 東京韓国学校（東京都）平成15年9月19日付
- 東京中華学校（東京都）平成15年9月19日付
- 横浜中華学院（神奈川県）平成15年9月19日付
- 京都韓国中学（京都府）平成15年9月19日付（※2004年に一条校に移行、現京都国際中学校・高等学校）

（3）その後追加された学校
- 東京国際フランス学園（東京都）平成15年10月29日付
- 東京・横浜独逸学園（神奈川県）平成15年10月29日付

さらに翌年以降、WASC・CIS・ACSI（国際的な民間教育機関認定組織）から追加で認定が与えられたインターナショナルスクール等が随時追加されている。
- カナディアンインターナショナルスクール（東京都）
- KAIS帰国子女アカデミー・インターナショナルスクール（東京都）
- 四谷インターナショナルスクール（東京都）
- インターナショナルクリスチャンアカデミー名古屋（愛知県）
- 広島インターナショナルスクール（広島県）

### WASC・CIS・ACSI・ECIS認定組織

#### WASC認定
WASC（Western Association of Schools and Colleges） 本部：アメリカ
- 北海道インターナショナルスクール （HIS）（北海道）
- 東北インターナショナルスクール （TIS） （宮城県）
- コロンビアインターナショナルスクール （CIS）（埼玉県）
- 聖心インターナショナルスクール （ISSH）（東京都）
- セント・メリーズ・インターナショナル・スクール（SMIS）（東京都）
- インターナショナル・セカンダリ・スクール （ISS）（東京都）
- アメリカンスクール・イン・ジャパン （ASIJ）（東京都）
- 西町インターナショナルスクール（東京都）
- クリスチャン・アカデミー・イン・ジャパン （CAJ）（東京都）
- カナディアンインターナショナルスクール （CIS）（東京都）
- 帰国子女アカデミー・インターナショナルスクール (KAIS)（東京都）
- 名古屋国際学園 （NIS）（愛知県）
- インターナショナル・クリスチャン・アカデミー名古屋 （ICAN）（愛知県）
- 京都インターナショナルスクール （京都府）
- 大阪インターナショナルスクール （OIS）（大阪府）
- 大阪YMCAインターナショナルスクール （OYIS）（大阪府）
- カナディアン・アカデミー（兵庫県）
- マリスト国際学校 （兵庫県）
- 福岡インターナショナルスクール （FIS）（福岡県）
- 沖縄クリスチャンスクールインターナショナル （OCSI）（沖縄県）

以下候補校（認定校ではない）
- 聖ミカエル国際学校（SMIS）（兵庫県）
- 東京YMCAインターナショナルスクール（TYIS）（東京都）

#### CIS認定
CIS（Council of International Schools） 本部：イギリス
※ 2003年8月にECIS（European Council of International Schools）より名称変更
- 聖心インターナショナルスクール（ISSH）（東京都）
- 清泉インターナショナル学園（東京都）
- セント・メリーズ・インターナショナル・スクール（SMIS）（東京都）
- 西町インターナショナルスクール（東京都）
- 東京インターナショナルスクール（東京都）
- アオバ・ジャパン・インターナショナルスクール（A-JIS）（東京都）
- 横浜インターナショナルスクール（YIS）（神奈川県）
- サンモール・インターナショナルスクール（Stmaur）（神奈川県）
- 広島インターナショナルスクール（広島県）
- 代々木インターナショナルスクール（東京都）

以下会員校（認定校ではない）
- カナディアン・アカデミー（兵庫県）
- K.インターナショナルスクール東京（KIST）（東京都）
- 名古屋国際中学校（NIHS）（愛知県）
- 大阪インターナショナルスクール（OIS）（大阪府）
- 聖ミカエル国際学校（SMIS）（兵庫県）

#### ECIS参加
ECIS（European Council of International Schools）
- ホライゾン・ジャパン・インターナショナルスクール（神奈川県[注釈 4]）
- 西町インターナショナルスクール（東京都）
- 東京インターナショナルスクール（東京都）

#### ACSI認定
ACSI（Association of Christian Schools International） 本部：アメリカ
- インターナショナル・クリスチャン・アカデミー名古屋（ICAN）（愛知県）
- クリスチャン・アカデミー・イン・ジャパン （CAJ）（東京都）※
- 沖縄クリスチャンスクールインターナショナル（OCSI）（沖縄県）
- 京都インターナショナルユニバーシティーアカデミー（KIUA)  （京都府）
- 大阪梅田インターナショナルスクール（UIS)  （大阪府）

### 民族学校

#### 大韓民国
- 東京韓国学校
- 建国小学校・中学校・高等学校（1条校）
- 大阪金剛インターナショナル小学校・中学校・高等学校（1条校）
- 京都国際中学校・高等学校（1条校） - 元「京都韓国学校」が校名変更したもの

#### 朝鮮民主主義人民共和国
- 朝鮮大学校 ほか

#### 中華民国（台湾）
- 東京中華学校
- 横浜中華学院
- 大阪中華学校

#### 中華人民共和国
- 横浜山手中華学校
- 神戸中華同文学校

#### インド共和国
- インディア・インターナショナル・スクール・イン・ジャパン　（東京都江東区）
- グローバル・インディアン・インターナショナル・スクール　（東京都江戸川区）
- インディア・インターナショナル・スクール・イン・ジャパン横浜校　（神奈川県横浜市）

#### フィンランド共和国
- 日本フィンランド学校（滋賀県）

#### ドイツ連邦共和国
- 東京横浜ドイツ学園 （神奈川県）

独アビトゥア参加校
- 神戸ドイツ学院インターナショナル（兵庫県）

国際バカロレア資格参加校
- ドイツ学校も参照

#### フランス共和国
- リセ・フランコ・ジャポネ・ド・東京 （東京都）

仏バカロレア参加校
- 京都国際フランス学園（京都府）

#### アメリカ合衆国
- アメリカンスクール・イン・ジャパン

WASC認定校

#### ブラジル連邦共和国
各種学校認可校
- HIRO学園（岐阜県）
- ムンド・デ・アレグリア（静岡県）
- エスコーラ・フジ（静岡県）
- カンティーニョ学園（愛知県）
- エスコーラ・パラレロ　太田校（群馬県）
- ニッケン学園（三重県）
- エスコーラ・アレグリア・デ・サベール　豊橋校、豊田校、碧南校（愛知県）、鈴鹿校（三重県）、浜松校（静岡県）[2]

無認可校
- クレケ・グルポ・オプカオ学校
- ピタゴラス・ブラジル学校
- 日伯学園
- コレヒオ・イスパーノ・アメリカーノ学校
- アプレンディザンゲン・ロゴス学校
- 日本ブラジル学校
- 浜松ブラジル学校
- ソシエダーデ・エドカショナル・ブラジリアン・スクール
- イザキ・ニュートン・カレッジ
- ブラジレイラ学校
- アプレンディサジェン・ドルモンド学校
- サンパウロ学校
- アウレオ学校
- ネクタール学校
- ヘクレアシオン・アプレンディザゲン・グラッソル学校
- ブラジル学校#ブラジリアンスクール一覧も参照

#### ペルー共和国
- イスパーノ・アメリカーノ学院（群馬県伊勢崎市）
- ムンド・デ・アレグリア（静岡県浜松市）
- ペルー学校も参照

### その他
どちらも一条校でもある。
- 幕張インターナショナルスクール（千葉県）
- 神石インターナショナルスクール（広島県）
- 沖縄アミークスインターナショナル幼稚園・小学校・中学校（沖縄県）